# متلازمة سنيدرز بلوك كامبو
متلازمة سنيجدرز بلوك-كامبو هي اضطراب وراثي يسببه تحطّمات في جين CHD3. وتتميز بإعاقة ذهنية، ورأس كبير، وعسر النطق وعسر التخاطب، وبعض السمات الوجهية المميّزة.
عادةً ما تكون متلازمة سنيجدرز بلوك-كامبو نتيجة لطفرة دي نوفو، تحدث عادة خلال المراحل الأولية من التطور الجنيني أو أثناء تكون الغاميتات للوالدين. وهذا يسمح بالتشخيص السابق للجنين.

## علامات وأعراض
تصاحب متلازمة سنيجدرز بلوك-كامبو إعاقات ذهنية وجسدية تقريبًا دائمًا. وعادة ما يواجه الأشخاص الذين يعانون من هذا الاضطراب صعوبة في تطوير الكلام واللغة. يعاني حوالي نصف المصابين بالحالة من ضخامة الرأس، في حين يظهر على حوالي ثلثيهم علامات التوحد أو حالات مشابهة، بينما يظهر لدى البعض الآخر عيوبًا في النمو أو عيوب خلقية في القلب أو الجهاز الهضمي.
| علامات          | نسبة | علامات                           | نسبة |
| --------------- | ---- | -------------------------------- | ---- |
| اضطراب نمائي    | 100% | رخاوة الأربطة                    | 40%  |
| اضطراب الكلام   | 100% | أمراض الجهاز العصبي المركزي      | 39%  |
| إعاقة ذهنية     | 95%  | تشوهات الأعضاء التناسلية الذكرية | 35%  |
| نقص التوتر      | 92%  | التوحد أو السمات الشبيهة بالتوحد | 33%  |
| نتوء الجمجمة    | 85%  | مشاكل تغذية حديثي الولادة        | 31%  |
| فرط التباعد     | 77%  | حول                              | 30%  |
| ضعف البصر       | 75%  | نوبات                            | 21%  |
| شفة علوية رفيعة | 74%  | مرض قلب خلقي                     | 21%  |
| جسر أنف عريض    | 71%  | أسنان مفقودة                     | 16%  |
| ضخامة الرأس     | 58%  | فقدان السمع                      | 13%  |
| عيون عميقة      | 54%  | صغر الرأس                        | 5%   |

## سبب
يعتبر جين CHD3 ضروريًا لإعادة تشكيل الكروماتين، وهو العملية التي تنظم تعبير الجينات. من خلال السماح بإنشاء الكروماتين، يؤثر جين CHD3 على كيفية تعبئة الحمض النووي الريبوزي منقوص الأكسجين في الكروموسومات. ويؤدي تحطم جين CHD3 إلى تغيير كمية الكروماتين المنتجة، مما يسبب فرط أو نقص التعبير الجيني للجينات الأخرى.

## تاريخ
نظرًا لندرة هذا الاضطراب، حيث وثقت الأدبيات العلمية تقريبًا 60 حالة فقط، اكتُشفت متلازمة سنيجدرز بلوك-كامبو فقط في عام 2018 من قبل الطبيب الوراثي السريري لوت سنيجدرز بلوك والعالم الطبي فيليب كامبو. ووُثِّقت الطفرة لأول مرة في ورقة بحثية بعنوان "طفرات نطاق مفك الجين CHD3 تسبب متلازمة تنموية عصبية مع رأس كبير واضطراب في الكلام واللغة".